# Non passerai
Non passerai – singiel włoskiego piosenkarza Marco Mengoniego napisany przez Tobiasa Gada, E. Kidda Bogarta, Lee DeWyze’a i Andreę Regazzettiego, wydany w sierpniu 2013 roku i promujący drugi album studyjny artysty zatytułowany #prontoacorrere.
Singiel zadebiutował na dziesiątym miejscu włoskiej listy przebojów i uzyskał status platynowej płyty w kraju.
Pod koniec sierpnia ukazał się oficjalny teledysk do utworu, którego reżyserem został Gaetano Morbioli. Klip kręcony był w Paryżu.

## Nagrywanie
Utwór został pierwotnie napisany w języku angielskim jako „My Magnetic Heart” przez niemieckiego autora piosenek Tobiasa Gada we współpracy z amerykańskim twórcą i producentem E. Kiddem Bogartem i Lee DeWyzem, zwycięzcą dziewiątej edycji programu American Idol. Po otrzymaniu oryginalnej wersji językowej kawałka Andrea Regazzetti napisał włoskojęzyczny tekst, a Mengoni nagrał tę wersję w studiu nagraniowym i udostępnił pod koniec lutego 2013 roku w sprzedaży cyfrowej. Anglojęzyczna wersja piosenki została umieszczona jako bonus na cyfrowej wersji płyty pt. #prontoacorrere dostępnej w serwisie iTunes.

## Lista utworów
Digital download
1. „Non passerai” – 3:46

## Notowania na listach przebojów
| Kraj   | Lista (2010)  | Najwyższe miejsce |
| ------ | ------------- | ----------------- |
| Włochy | Album Top 100 | 10                |